# Elachista pusilla
Elachista pusilla is een vlinder uit de familie van de grasmineermotten (Elachistidae). De wetenschappelijke naam van de soort is voor het eerst geldig gepubliceerd in 1876 door Frey & Boll.